# Kuta Tengah (Namo Rambe)
Kuta Tengah is een bestuurslaag in het regentschap Deli Serdang van de provincie Noord-Sumatra, Indonesië. Kuta Tengah telt 845 inwoners (volkstelling 2010).